# Hisonotus armatus
Hisonotus armatus är en fiskart som beskrevs av Carvalho, Lehmann A., Pereira och Roberto Esser dos Reis 2008. Hisonotus armatus ingår i släktet Hisonotus och familjen Loricariidae. Inga underarter finns listade i Catalogue of Life.